# Aílton Delfino
Aílton Delfino (Belo Horizonte, 1 de setembro de 1968) é um ex-futebolista brasileiro, que atuava como atacante.

## Carreira
Começou sua carreira no Atlético Mineiro em 1987, passou posteriormente por clubes como: São Paulo, Benfica de Portugal, Cruzeiro, São Caetano e Santo André.
Fez parte do time do São Paulo que foi campeão da Copa Master da Conmebol em 1996.
Ainda foi 2 vezes vice-campeão brasileiro atuando pelo São Caetano em 2000 e 2001 e da Copa Libertadores da América de 2002.
Aposentou-se em 2003 atuando pelo América Mineiro.

## Títulos
Atlético Mineiro
- Campeonato Mineiro: 1988, 1989 e 1991
- Copa Conmebol: 1992

Benfica
- Primeira Liga:1993–94[2]
- Taça de Portugal: 1996

São Paulo
- Copa Dos Campeões Mundiais: 1995
- Copa Master da Conmebol: 1996
- Cruzeiro
- Campeonato Mineiro: 1996, 1997
- Copa do Brasil : 1996
- Libertadores 1997